# Livigno
Livigno (lombardul: Livign, németül: Luwin) település Olaszországban, Sondrio megyében. Lakosainak száma 6789 fő (2023. január 1.). Livigno Valdidentro, Pontresina, Poschiavo, S-chanf, Zernez és Zuoz községekkel határos.
Különleges jogi státussal bír: területén nem fizetnek ÁFÁ-t.

## Népesség
A település népességének változása:
| Lakosok száma | 6458 | 6550 | 6789 |
|               | 2017 | 2018 | 2023 |